# Loveit!
Loveit!（らびっと）は、かつて福島県福島市を拠点に活動を行っていた日本の女性ローカルアイドルである。

## 概要
2011年（平成23年）5月、福島市内のイベント企画団体「team GUY」代表のナカヤマ.（中山章太）が同年3月11日に発生した東日本大震災の影響による福島第一原発事故の風評被害を克服、地元を盛り上げようと、「ご当地復興アイドル」、「福島のアイドル結成オーディション～立ち上がろう 美しき福島～」を企画しメンバーの募集を開始した。当初はチラシ・ポスターでの募集であったがメディアに取り上げられたことで、小学生から26歳の会社員まで幅広い年齢層からの応募があり、その数は100人を超えた。
2012年（平成24年）1月15日に福島東口駅前AXCビル内の多目的スタジオ「STUDIO WGS84」大ホールにて開催された「公開型最終選考オーディション」には書類選考を通過した11組の個人・ユニットが出場、自己PRとパフォーマンスを披露し、来場者の投票と作曲家などの審査員の意見を参考にして5名の正規メンバーと2名の研究生が決定した。同日、ユニット名がLoveit!（ラビット）に決定したことも発表され、福島市の春の風物詩、「吾妻の雪うさぎ」の様なシンボル的な意味合いと、好きなアイドルを聞かれたとき「I Love it!」（大好き！）と答えられるような意味合いをもって名付けたことも説明された。
結成当初はカバー曲の披露や芋煮会やボウリング大会などといったファンとの交流イベントが主な活動であった。その後オリジナル楽曲が完成しライブ出演が増えると徐々に支持を得て、2012年9月1日に青森県五所川原で開催された「地域活性東北のたからいち」では、りんご娘（青森県）、pramo（秋田県）、みちのく仙台ORI☆姫隊（宮城県）と共に、Loveit!が福島県代表の観光親善大使として選出された。ナカヤマ.はこのイベント出演後に初代リーダーの佐川藍彩の卒業、受験に専念するための吉田向日葵の活動休止を発表、研究生の松崎千夏のメンバー入りを示唆し「Loveit!の第1章の終わり」としている。

## 略歴

### 2011年
- 05月、福島ご当地アイドルプロジェクトが始動、福島市内に2～3年拠点を置ける中学生以上の女性であることを条件に「ご当地復興アイドル」のメンバーを募集開始[1]。

### 2012年
- 01月15日、「STUDIO WGS84」大ホールにて「公開型最終選考オーディション」開催。5名の正規メンバーと2名の研究生が決定[3]。
- 01月22日、福島県郡山市のライブハウス「CLUB＃9」で開催された「DIVE福島 vol.01」で初お披露目[6]、出演メンバーは佐川藍彩・吉田向日葵・黒田光の3名。
- 02月11日、白井みなみが活動を辞退。
- 03月01日、研究生の高橋夢彩が正規メンバー入り[7]。
- 05月、ご当地アイドル応援サイト「Gachi」に参加[8][注 1]。
- 07月01日、新メンバーおよび研究生の募集を開始[9]。対象年齢は中学1年生～高校3年生に引き下げられた。
- 07月21日、デビューシングル「Re:スタート!/SuperSummerGirl」を発売。
- 08月01日、アイドル育成オンラインカードゲーム「究極×シャッフル☆ロコドル大作戦」に参加[10][注 2]。
- 09月03日、吉田向日葵が受験のため一時活動休止、佐川藍彩の卒業を発表[5]
- 09月26日、「雨のちレインボー」が収録されたコンピレーションアルバム『次世代アイドル革命!!』がインペリアルレコードより発売[11]。
- 10月14日、杏香が研究生に採用される[12]。
- 11月14日、丹治加奈の研究生入りを発表[13]。

### 2013年
- 01月15日、黒田光が新キャプテンに決定、研究生の松崎千夏・丹治加奈が正規メンバーへ昇格、併せて4月2日に新曲「瞬間トレジャー」を発売することを発表[14]。
- 01月30日、活動を休止していた吉田向日葵が復帰。
- 02月10日、葛城友賀がホームステイのため、3月3日までLoveit!の活動を一時休止。
- 03月06日、ニコニコ生放送にて「Loveit! 第一回目! スタジオ配信」[15]。出演メンバーは、黒田光 高橋夢彩 松崎千夏。
- 03月12日、公式ホームページ開設。
- 04月02日、セカンドシングル「瞬間トレジャー」をswitch musicレーベルから発売。
- 05月01日、吉田向日葵が卒業[16]。
- 08月01日、楽曲提供を受けている福島県猪苗代町在住のミュージシャン・ジョニー小椋（小椋寛之）、喜多方市のご当地アイドルKIRA☆GIRLと共に「スーパーふくしまオールスターズ」を結成し、郡山女子大学にて復興ソング「絆」を発表[17]。
- 08月05日、連続テレビ小説『あまちゃん』と連動したNHKの「全国『あまちゃん』マップ！あなたの町おこしキャンペーン」[18]地元サポーターに選出される[19]。
- 08月16日、8月25日のイベント出演での高橋夢彩の復帰、ナカヤマ.のプロジェクト代表退任を発表。後任はマネージャー兼振り付け師の持地（ケン）[20]。
- 09月01日、持地（ケン）がLoveit!代表兼マネージャーに就任。
- 10月26日、福島市のライブハウスOUTLINEにて開催されたエコ怪獣 福島公演に出演、新曲「Jump it!」初披露。
- 12月22日、東京・鹿鳴館で開催されたBELLRING少女ハート月イチ定期主催 「からふりゅ Vol.6」に出演、新曲「きっと！」初披露。

### 2014年
- 02月27日、ホームページを移転[21]
- 03月09日、ゼビオアリーナ仙台で開催された「ジモドルフェスタ2014WINTER」に出演。高橋夢彩が卒業。
- 03月22日、ビックパレットふくしまで開催された「ふくしま再興祭り2014」に出演。丹治加奈が卒業。
- 05月10日、福島・Live Space C-moonにて「Loveit!×Stand☆Jr. 共同企画〜手をつなごうfes.〜」開催、新曲「君色のアメジスト」を初披露。
- 06月24日、第3期メンバーの募集開始[22]。
- 08月03日、福島・Live Space C-moonにて「Loveit!なりのTIF!」開催、新メンバーの冨田淳那を初披露。
- 08月24日、松崎千夏が高校受験のため一時活動休止[23]
- 11月16日、福島・Live Space C-moonにて「らぎちゃん生誕祭〜こんなに大きくなりました〜」開催、新メンバーの佐々木祐芽を初披露。
- 12月27日、福島・Live Space C-moonにて「「Loveit!なりの忘年会〜ラストダンスはこの私と〜」開催、黒田光・葛城友賀が卒業。
- 12月31日、Loveit!代表兼マネージャーの持地（ケン）が退任[24]、元代表のナカヤマ.が再度代表となった。

### 2015年
- 01月07日、ホームページを移転。
- 03月28日、仙台SpaceZeroにて開催された「東北六景アイドルフェスタ2015 in SENDAI【前夜祭】」出演より松崎千夏が活動再開[25]。
- 05月12日、冨田淳那の脱退を発表。
- 012月26日、福島・Live Space C-moon での「Loveit!Last!Live!」をもって解散。

## メンバー

### 解散時の最終在籍メンバー
| 氏名                        | 愛称   | 生年月日（現年齢）    | 血液型 | 担当カラー | 備考                                                                               |
| --------------------------- | ------ | --------------------- | ------ | ---------- | ---------------------------------------------------------------------------------- |
| 松崎千夏 （まつざきちなつ） | ちっち | 1999年5月20日（25歳） | O型    | イエロー   |                                                                                    |
| 佐々木祐芽 （ささきゆめ）   | ゆめ   | 1998年3月29日（26歳） | 型     | パープル   | 2014年11月16日「らぎちゃん生誕祭〜こんなに大きくなりました〜」でステージデビュー。 |

### 研究生
| 氏名              | 愛称 | 生年月日（現年齢）   | 血液型 | 担当カラー | 備考                               |
| ----------------- | ---- | -------------------- | ------ | ---------- | ---------------------------------- |
| 杏香 （きょうか） | -    | 1999年1月6日（26歳） | -      | -          | 2012年10月14日、研究生として採用。 |

### 過去に在籍したメンバー
| 氏名                          | 愛称         | 生年月日（年齢）       | 血液型 | 担当カラー | 在籍状況 | 備考                                                                              |
| ----------------------------- | ------------ | ---------------------- | ------ | ---------- | -------- | --------------------------------------------------------------------------------- |
| 白井みなみ （しらいしみなみ） | -            | ????年??月??日         | -      | -          | -        | 2012年2月、活動辞退                                                               |
| 佐川藍彩 （さがわあいさ）     | あいさ       | 1992年12月14日（32歳） | O型    | -          | 卒業     | 2012年9月1日「地域活性東北のたからいち」出演を以て卒業。                          |
| 吉田向日葵 （よしだひまわり） | ひまわり     | 1998年12月3日（26歳）  | O型    | -          | 脱退     | 学業と部活動の優先の為、2013年5月1日付で脱退。                                    |
| 高橋夢彩 （たかはしめい）     | めい         | 1998年1月12日（27歳）  | B型    | -          | 卒業     | 2014年3月9日の「仙台ジモドルフェスタ」出演を以て卒業。吉田向日葵とは同級生。      |
| 丹治加奈 （たんじかな）       | たんじ       | 1997年4月23日（27歳）  | A型    | -          | 脱退     | 2014年3月22日の「ふくしま再興祭り」出演を以て脱退。                               |
| 黒田光 （くろだひかる）       | ひかる       | 1996年2月10日（29歳）  | A型    | ブルー     | 卒業     | 2014年12月27日の「Loveit!なりの忘年会〜ラストダンスはこの私と〜」出演を以て卒業。 |
| 葛城友賀 （かつらぎゆか）     | らぎちゃん   | 1993年11月24日（31歳） | O型    | レッド     | 卒業     | 2014年12月27日の「Loveit!なりの忘年会〜ラストダンスはこの私と〜」出演を以て卒業。 |
| 冨田淳那 （とみたじゅんな）   | じゅんちゃん | 1999年10月1日（25歳）  | A型    | グリーン   | 脱退     | 2014年8月3日「Loveit!なりのTIF!」でステージデビュー。 2015年5月12日付で脱退。     |

## 作品

### シングル
- 「Re:スタート! / SuperSummerGirl」 （2012年7月21日）
- 「瞬間トレジャー」 （2013年4月2日、switch music）- 収録曲、1.瞬間トレジャー、2.ユキウサギノウタ、3.瞬間トレジャー（off vocal ver.）、4. ユキウサギノウタ（off vocal ver.）

### タイアップ
- SuperSummerGirl（2012年8月24日-、PCオンライン・カードゲーム「究極×シャッフル☆ロコドル大作戦」BGM）[30]

## 参加作品

### コンピレーションアルバム
- 『次世代アイドル革命!! Pink Lips』 （2012年9月26日、TECI-1342）- 収録曲、16.雨のちレインボー（作詞：六ツ見純代、作曲：小野貴光、編曲：水島康貴）

## 出演

### テレビ
- ふくしまスーパーJチャンネル（2012年5月15日、KFB福島放送）- Loveit!特集。
- ゴジてれChu!（2013年7月4日、8月9日、FCT福島中央テレビ）

### ラジオ
- 手塚伸一 Sunday " 卵→KING "（2012年10月21日、11月11日、2013年2月10日、5月26日、9月8日、10月6日、12月29日、rfcラジオ福島）
- POCO SCHOOL RADIO（2013年6月15日、FM-POCO）- 出演：葛城友賀、黒田光、丹治加奈
- POCO SCHOOL RADIO（2013年6月22日、FM-POCO）- 出演：葛城友賀、高橋夢彩、松崎千夏
- 安部ひとみのミュージック＆トーク（2014年2月28日、ラジオ3）

### CM
- ぐるっといわき・郡山・会津（2012年、福島県）[31]

### キャンペーン
- NHK「全国『あまちゃん』マップ！あなたの町おこしキャンペーン」地元サポーター（2013年8月 - 2014年3月）[32]
- 東北限定ローソンプレゼンツ「ジモドルフェスタ2014WINTER」キャンペーン（2014年1月7日 - 2014年3月9日）[33]

### 雑誌掲載
- 週刊プレイボーイ（2012年7月30日発売号、集英社）- 「東北のご当地アイドル特集」
- ふくしまゆう（2012年10月号、福島民友）
- シティ情報ふくしま4月号（2013年3月25日、株式会社エス・シー・シー）- FUKUSHIMA MUSIC SCENE「イチオシアーティスト interview」コーナーに掲載。
- シティ情報ふくしま5月号（2013年4月25日、株式会社エス・シー・シー）- FUKUSHIMA MUSIC SCENE「瞬間トレジャー」の紹介記事。

### イベント
2015年
- 今年もやります♪アイドル新年会!!（1月4日、HooK-SENDAI）
- はこどるパラダイスvol.7（1月12日、club SONIC mito）
- Loveit! 結成3周年記念パーティー〜私たち、新人だけど3周年〜（1月18日、福島Live Space C-moon）
- Happiness!!-FAVORITE the IDOL- in 仙台（2月1日、仙台SpaceZero）
- LinQの「わ」拡大だ！大作戦‼（2月7日、郡山CLUB#9）
- LIVE-ATTACK'15〜Valentine's kiss〜（2月14日、HooK-SENDAI）
- 東北六景アイドルフェスタ2015 in SENDAI【前夜祭】（3月28日、仙台SpaceZero）
- 東北六景アイドルフェスタ2015 in SENDAI-本祭-（3月29日、仙台SpaceZero）
- 春のTRASH-UP!!まつり〜4月のパーティー馬鹿！〜（4月1日、渋谷WWW）
- CHAOTiC CARNiVAL SPRiNG（4月2日、新宿MARZ）
- Girls-natioN×LIVE-ATTACK!!（4月5日、仙台HOOK）- 2回公演
- NEXT少女事件依里生誕祭「祝ってくれる人がオタクしかいねぇ」（4月11日、新宿ナインスパイス）
- AIZU Idol CollectioN part4（4月18日、蔵の里イベント蔵（喜多方市））
- アイドルカフェ REVIVALオープンニングイベント（4月19日、アイドルカフェ REVIVAL（福島市））
- Loveit! 久々のカラオケオフ会（4月19日、シダックス福島駅東口店）
- Girls-natioN×LIVE-ATTACK!!（4月25日、郡山HIPSHOT JAPAN）- 2回公演
- ZERO Carnivar Vol.5 〜仙台大好き過ぎて、毎月やっちゃいます！〜（4月26日、仙台CLUB JUNK BOX）- 2回公演
- 青春エムンドライブ（4月29日、福島県文化センター小ホール）
- 交フェス in 川崎（5月3日、クラブチッタ川崎）
- Happiness!! 5月は500円でGO!GO!だわ♡（5月4日、渋谷チェルシーホテル）
- 2015ジュピアランドひらた芝桜まつり（5月6日、ジュピアランドひらた（福島県平田村））